# クープ・ドゥ・ラ・リベラシヨン1944-45
クープ・ドゥ・ラ・リベラシヨン / エール・アフデーリン1944-45はベルギー最上位サッカーリーグの無効となった通算第43シーズン目である。
打切りのためチャンピオンは決まらなかった
。

## 概要
ノルマンディー上陸作戦から始まった連合国の攻勢により、1944年9月3日にリエージュ、同年9月7日には首都ブリュッセルが解放され、ドイツのベルギー占領は終わった。ベルギーサッカー協会は1944年11月9日に「クープ・ドゥ・ラ・リベラシヨン」 (解放杯)と名付けたシーズンを開幕させたが、スヘルデの戦いによって激戦地化していたアントウェルペン州は安全な場所ではなく、同地の有力クラブは不参加となった。首都圏は多数のV1飛行爆弾及びV2ロケットによる攻撃、リエージュ州は大規模空爆を受けており、他の大都市圏も安全な試合開催を保証できる状態では無かった。ちなみにROCシャルルロワは出場を決める直前、ドイツ国防軍のチームと1940年10月に試合をしたという理由で、一時的に資格停止処分を受けていた。
その後アルデンヌの戦いにより1945年1月までリーグは中断し、この戦闘への臨時徴兵でプレイヤーが不足するクラブが出てきた。消化試合数が最少10試合から最多21試合まで極度にバラついていた中、1945年6月になって協会はようやくリーグ打切りを決定した。打切り決定時の首位はRSCアンデルレクトワで、リエージュの2クラブは消化試合数が最低レベルである。

## 出場クラブ
| 名前                         | クラブ番号 | ホームタウン                   | ホームスタジアム                       |
| ---------------------------- | ---------- | ------------------------------ | -------------------------------------- |
| SCエーンドラフト・アールスト | 90         | アールスト                     | ピエール・コルネリススターディオン     |
| RSCアンデルレクトワ          | 35         | アンデルレクト                 | スタッド・エミール・ヴェルゼ           |
| RCSブリュージョワ            | 12         | ブリュージュ                   | スタッド・デュ・CSブリュージョワ       |
| ROCシャルルロワ              | 246        | モンティニェ＝シュル＝サンブル | スタッド・ドゥ・ラ・ヌヴィル           |
| RCSラ・フォレストワーズ      | 51         | フォレ＝レ＝ブリュッセル       | スタッド・コミュナル                   |
| ARAラ・ガントワーズ          | 7          | ヘントブルッヘ                 | スタッド・ジュール・オッテン           |
| RFCリエージョワ              | 4          | ロクー                         | スタッド・ヴェロドローム・ドゥ・ロクー |
| RスタンダールCL              | 16         | スクレサン                     | スタッド・ドゥ・スクレサン             |
| RFCマリノワ                  | 25         | マリーヌ                       | アフテル・デ・カゼルネ                 |
| ユニオン・サン＝ジロワーズSR | 10         | ユクル                         | スタッド・デュ・パルク・デュダン       |
| シント＝ニクラーセSK         | 221        | シント＝ニクラース             | 不明                                   |
| Rワイト・スターAC            | 47         | ウォリュウェ＝サン＝ランベール | リュ・ドゥ・ケール                     |

## 順位表 (打切り決定時)
|  | 順位 | クラブ                       | 試合 | 勝 | 分 | 負 | 得 | 失 | 差  | 勝点 |
|  | ---- | ---------------------------- | ---- | -- | -- | -- | -- | -- | --- | ---- |
|  | 1    | RSCアンデルレクトワ          | 19   | 10 | 6  | 3  | 69 | 33 | 33  | 26   |
|  | 2    | RFCマリノワ                  | 17   | 10 | 4  | 4  | 66 | 35 | 31  | 24   |
|  | 3    | ARAラ・ガントワーズ          | 19   | 9  | 4  | 6  | 52 | 45 | 7   | 22   |
|  | 4    | RFCリエージョワ              | 13   | 9  | 2  | 2  | 54 | 31 | 23  | 20   |
|  | 5    | RCSラ・フォレストワーズ      | 18   | 10 | 0  | 8  | 43 | 54 | -11 | 20   |
|  | 6    | シント＝ニクラーセSK         | 21   | 7  | 6  | 8  | 48 | 58 | -10 | 20   |
|  | 7    | SCエーンドラフト・アールスト | 17   | 6  | 5  | 6  | 43 | 42 | 1   | 17   |
|  | 8    | ROCシャルルロワ              | 18   | 7  | 2  | 9  | 32 | 48 | -16 | 16   |
|  | 9    | RCSブリュージョワ            | 16   | 6  | 2  | 8  | 36 | 41 | -5  | 14   |
|  | 10   | ユニオン・サン＝ジロワーズSR | 20   | 4  | 4  | 12 | 17 | 68 | -51 | 12   |
|  | 11   | Rワイト・スターAC            | 21   | 3  | 5  | 13 | 33 | 70 | -37 | 11   |
|  | 12   | RスタンダールCL              | 10   | 3  | 2  | 5  | 21 | 24 | -3  | 8    |

ソース:BelgiumSoccerHistory.com